# Уайт, Стив
Стивен Джеймс Уайт (англ. Stephen James White; 2 января 1959, Чиппинг-Содбери, Англия) — английский футболист, играющий на позиции нападающего, тренер.

## Карьера
Уайт сыграл более 500 игр за девять клубов лиги, в том числе «Бристоль Роверс», «Лутон Таун», «Суиндон Таун» и «Кардифф Сити». Он помог «Суиндону» в нескольких кампаниях и сыграл решающую роль в победе в плей-офф в 1993 году, обыграв «Лестер Сити» на стадионе «Уэмбли», выйдя на замену в серии пенальти. Стив по-прежнему с большой любовью относится к Каунти Граунд. Стив запомнился болельщиком клуба игрой на грани офсайда, особым ношением формы, а также высокой результативностью. Он был очень неудобным игроком, в особенности для центральных полузащитников.